# München-Flughafen (Oberding)
München-Flughafen ist ein Gemeindeteil der oberbayerischen Gemeinde Oberding im Landkreis Erding.
Der Gemeindeteil liegt auf der Gemarkung Oberding und umfasst mit einer Fläche von 795 ha 49,1 %  der 1618 ha Gesamtfläche des Flughafens München. Zum Gemeindeteil zählt u. a. das Hilton Munich Airport Hotel am Flughafen.
Gleichnamige Gemeindeteile bestehen in Hallbergmoos und Freising.